# 马尔科·沙里奇
马尔科·沙里奇（1998年11月28日—），塞尔维亚足球运动员，现效力于青岛海牛足球俱乐部。

## 职业生涯
2017年3月31日，沙里奇在对阵梅塔拉克的比赛中代表楚卡瑞奇基首次亮相塞尔维亚超级联赛。
2020年1月17日，萨里奇租借加盟塞尔维亚甲级联赛俱乐部皮罗特拉德尼基。他为俱乐部出场七次并攻入一球。租借期满后，他又回到楚卡瑞奇基，并继续身披11号球衣。
2022年8月1日，青岛海牛压哨签下马尔科·沙里奇。这次引援被认为是顶替前不久被国际足联禁赛半年的塔贝克。
马尔科·沙里奇的父亲德扬·沙里奇曾在2000年时短暂效力于青岛海牛。